# 显著喇叭口螺
显著喇叭口螺（学名：Boysidia hunana conspicua），Möllendorff于1885年命名，是中国的特有物种。

## 分佈
分布于广东、广西、湖南、长江流域一带等地，生活环境为陆地，主要生活于农田、公园、住宅附近的草丛中以及石块下。